# Heinz Lindner
Heinz Lindner, född 17 juli 1990, är en österrikisk fotbollsmålvakt som spelar för FC Basel.
Lindner debuterade för Österrikes landslag den 1 juni 2012 i en 3–2-vinst över Ukraina. Han var med i Österrikes trupp vid fotbolls-EM 2016.